# Брюссельская ратуша

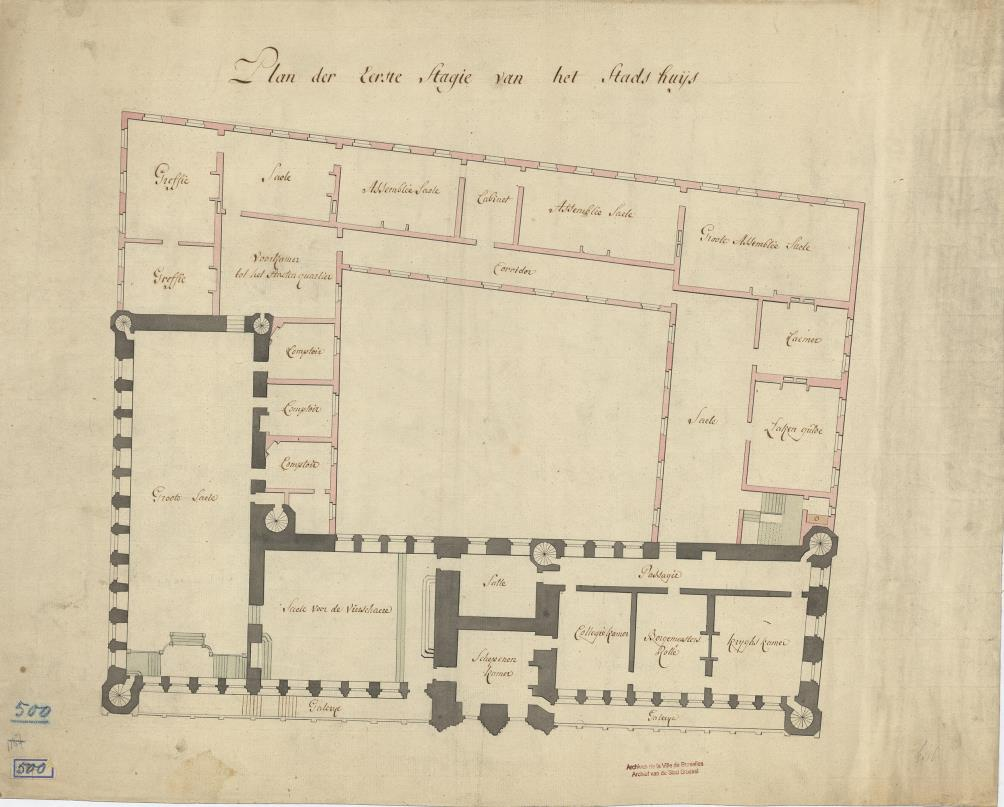
План первого этажа здания ратуши. 1760

Брюссельская ратуша (нидерл. Het stadhuis van Brussel) — здание ратуши, расположенное в историческом центре Брюсселя на площади Гран-Плас, в старину «Большого рынка» (нидерл. Grote Markt). Характерный образец архитектуры брабантской готики. Браба́нт нидерл. Hertogdom Brabant — герцогство в Исторических Нидерландах. Ныне часть территории Бельгии.

## История
Наиболее старую, левую часть здания начали строить в 1402 году вместе с колокольней. Первым архитектором был Якоб ван Тинен, ученик Яна ван Ози, основателя брабантской готики. Строительство завершилось к 1420 году, и дальнейших пристроек к зданию не планировалось. На переднем фасаде были предусмотрены длинные балконы, чтобы люди могли следить за событиями на Гроте-Маркт, такими как великолепные рыцарские турниры и праздничные церемонии. Привилегированная комната в башне служила герцогской лоджией, четыре окна которой выходили на площадь. Здесь герцог и городской магистрат приносили взаимную клятву. Это была комната, полная символики, где также хранились драгоценные иллюминированные рукописи «Brabantsche Yeesten» и рифмованная хроника Яна ван Хелу.
Однако усиление влияния ремесленных гильдий и их намерений в участии управления городскими делами привело к тому, что в 1444 году бургундский герцог Карл Смелый заложил первый камень в правое крыло ратуши. К 1450 году эта часть здания была достроена, но она оказалось короче старой. К 1455 году на месте старой колокольни была воздвигнута башня высотой в 96 м, на вершине которой установлена пятиметровая статуя архангела Михаила, повергающего дьявола. Архангел Михаил почитается покровителем города. Оригинальная статуя простояла 541 год (до 1996 года, когда её заменили новой).
Поскольку ратуша считалась символом городской независимости, в XVI веке герцог распорядился возвести на противоположной стороне площади Дом короля, или Хлебный дом. Обстрел Брюсселя французской армией начался 13 августа 1695 года и продолжался несколько дней, разрушив весь центр города и Ратушную площадь. Тем не менее здание ратуши, служившее главной мишенью неприятеля, выстояло. Однако в ратуше возник пожар. Произведения искусства и архивы, которые там хранились, были утрачены (включая картины Рогира ван дер Вейдена и старинные шпалеры). Деревянная конструкция крыши также загорелась: уцелели только стены и башня.
Реставрационными работами руководил архитектор Корнелис ван Нервен. Он расширил ратушу, пристроив три новых крыла на месте сгоревших Суконных рядов (1706—1717). До 1795 года там располагались Штаты Брабанта. В годы реконструкции площади к зданию были пристроены два задних крыла в стиле французского барокко (1706—1711)
В наше время ратуша доступна для экскурсий, залы украшены старинными шпалерами и зеркалами Здание до настоящего времени используется как резиденция магистрата, хотя городская администрация расположена в другом месте, на бульваре Анспаш. В 1998 году ратуша в составе ансамбля Гран-Плас стала объектом Всемирного наследия ЮНЕСКО.

## Архитектура
Самая знаменитая часть здания — башня высотой 96 метров, творение выдающегося брабантского архитектора Яна ван Рёйсбрука. Квадратное основание башни пронизано стрельчатым порталом, увенчанным тем же декором, что и левое крыло: окна со средниками на первом этаже, ряд статуй, затем окна со средниками, вписанные под трилистником тимпана на втором этаже. Далее квадратная башня расширяется на два этажа, каждый из которых пронизан парой стрельчатых ниш со стороны, обращённой к Гранд-Плас. Далее следует ажурная восьмиугольная фонарная башня, поддерживаемая в основании четырьмя опорными, также восьмиугольными башенками в качестве контрфорсов. Он имеет три уровня с ажурными стрельчатыми нишами и украшенные обилием аркад, парапетов и гаргулий, и заканчивается замечательным ажурным шпилем, украшенным позолотой и увенчанным статуей Святого Михаила, покровителя города Брюсселя, убивающего дракона или демона. Cтатуя Святого Михаила — работа Мишеля де Мартина Ван Роде, она была установлена на башне в 1454 или 1455 году.
Здание ратуши имеет П-образный план. Через правый вход можно попасть в вестибюль, также известный как Королевская галерея. Здесь находятся портреты принцев и губернаторов, правивших Южными Нидерландами с 1695 года, а также королей Бельгии. В длинном заднем крыле находится Зал Штатов, построенный в начале XVIII века для Штатов Брабанта и позднее использовавшийся городским советом Брюсселя. Роскошное убранство — работа Виктора Оноре Янсенса. Он создал потолочную роспись со сценой «Встреча богов», а также картоны для трёх брюссельских шпалер со сценами из истории Брабанта. На трёх картинах между окнами изображены женские фигуры на золотом фоне, представляющие города Антверпен, Брюссель и Лёвен.
Многие залы являются результатом восстановления и реконструкций. Так Готический зал в самой старой части ратуши на самом деле выполнен в неоготическом стиле.

## Легенда о самоубийстве архитектора
Согласно легенде, которая была известна уже в XVII веке, архитектор Рёйсбрук, когда увидел, что не сможет разместить башню ратуши в центре фасада, не выдержал позора и повесился. По этой же легенде, несмотря на договор с дьяволом, замаскированным под монаха, и обнаружение бычьих шкур в качестве подкрепления фундамента, правое крыло здания ратуши «застряло» в болоте. В позднейшей версии легенды архитектор прыгает со шпиля вниз и разбивается насмерть. Во внутреннем дворе ратуши якобы находилась звезда, отмечающая место падения тела несчастного архитектора.
На самом деле асимметрия здания ратуши прекрасно объясняется историей строительства. В своём начальном виде новая ратуша состояла из одного крыла и угловой башни, служившей колокольней. На первом этаже хранились городские привилегии и постановления. Безопасности уделялось настолько большое внимание, что незащищенные стороны башни (то есть отдельно стоящие правая и задняя стороны) были сделаны толщиной в полтора метра. Это означало, что портал нельзя было разместить в центре. После завершения строительства возникло желание построить более высокую башню. Такое деликатное вмешательство считалось невозможным без добавления опорного правого крыла, фасад которого опирался бы на башню. Для дополнительной прочности Рёйсбрук построил контрфорс, который сделал первые окна фасада наполовину слепыми. Тот факт, что правое крыло было короче левого, объяснялся ограниченным пространством. Таким образом, расположение башни и портала представляет собой продуманное сочетание функциональности и эстетики, дающее гармоничный результат. Легенды об архитекторах, кончающих жизнь самоубийством (либо заключающих договор с дьяволом) были распространены в средневековье и являются своеобразным отражением удивления и благоговения перед тайнами строительного искусства.
Бюст Яна ван Рёйсбрука рядом с другими выдающимися нидерландскими художниками помещён в одном из медальонов над входными воротами Королевского музея изящных искусств в Брюсселе. В XIX веке под сводом портала брюссельской ратуши была помещена статуя Рёйсбрука, держащего в руках модель здания.

## Галерея

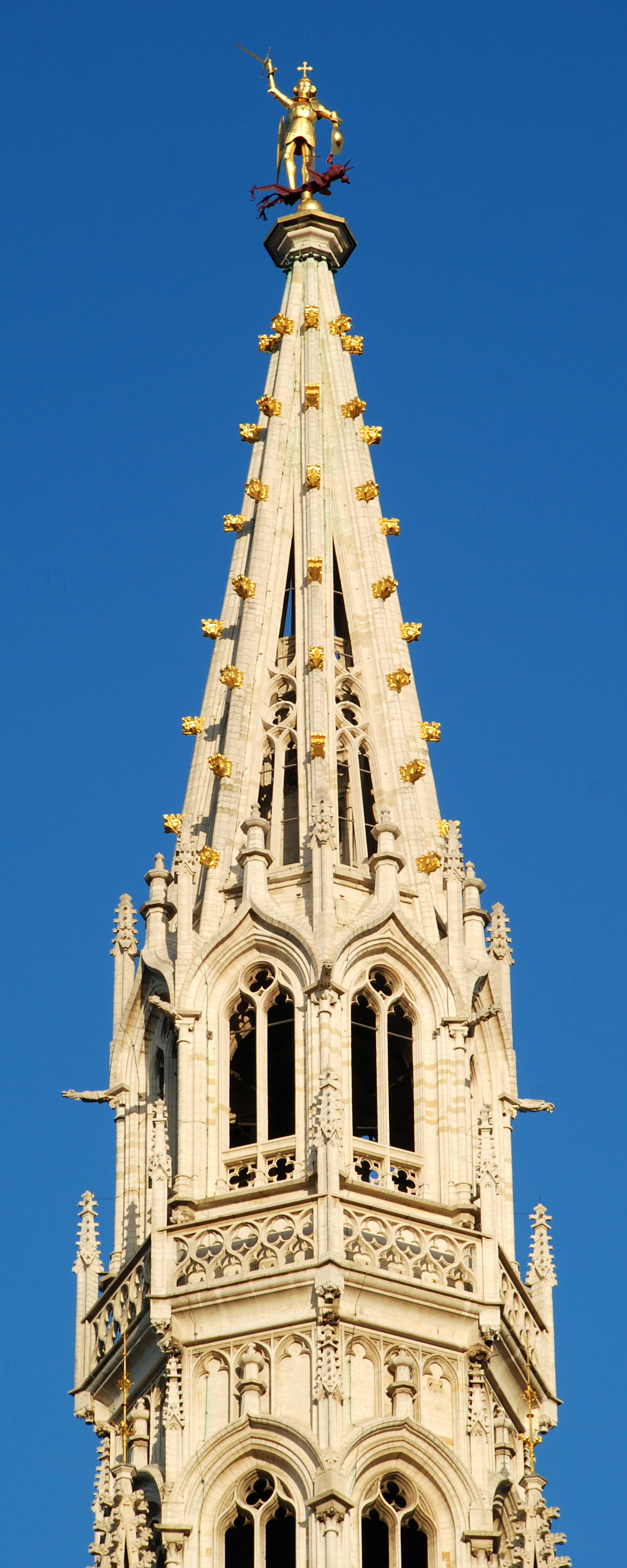
Беффруа (ратушная башня). Верхняя часть
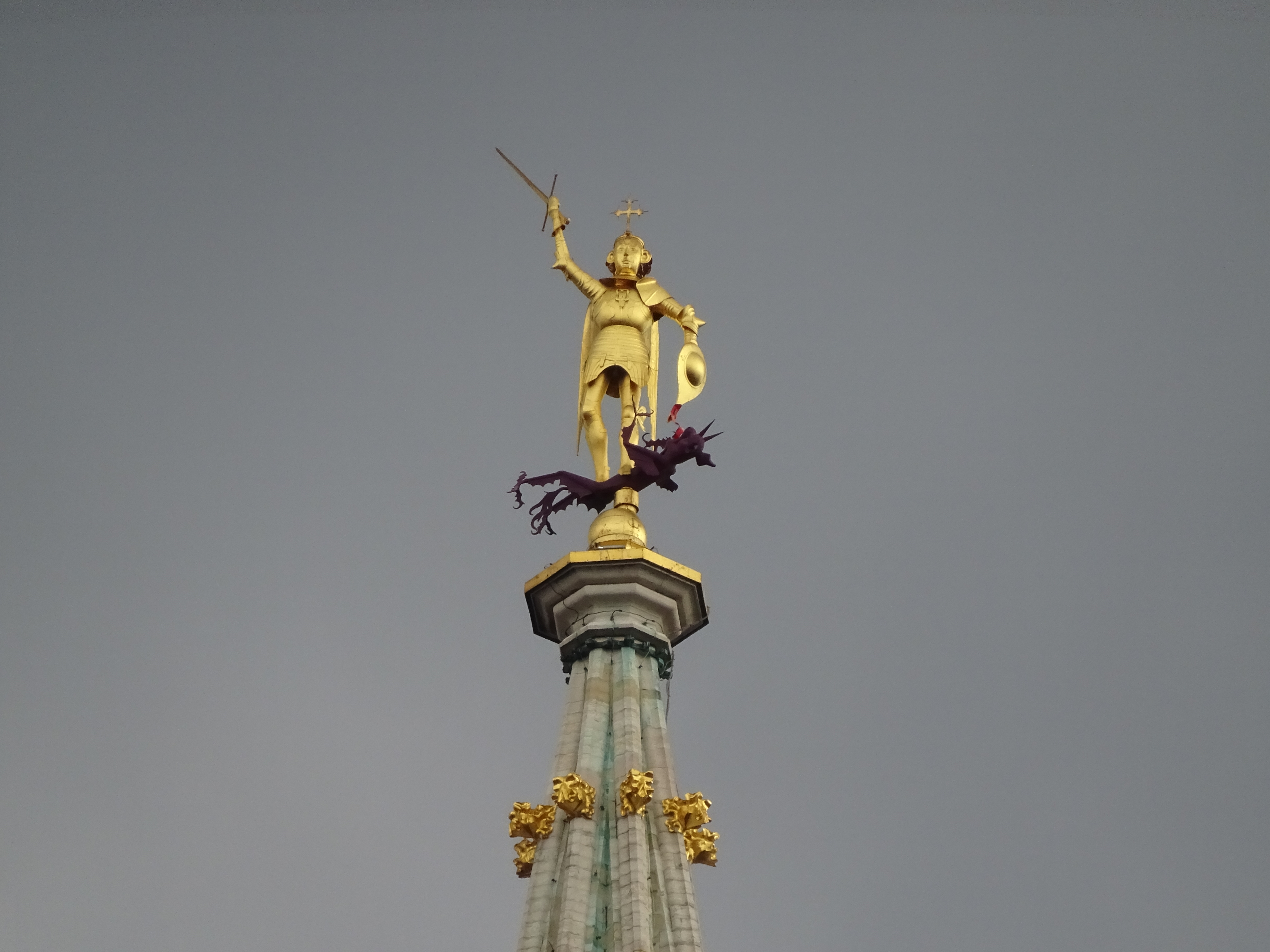
Статуя архангела Михаила
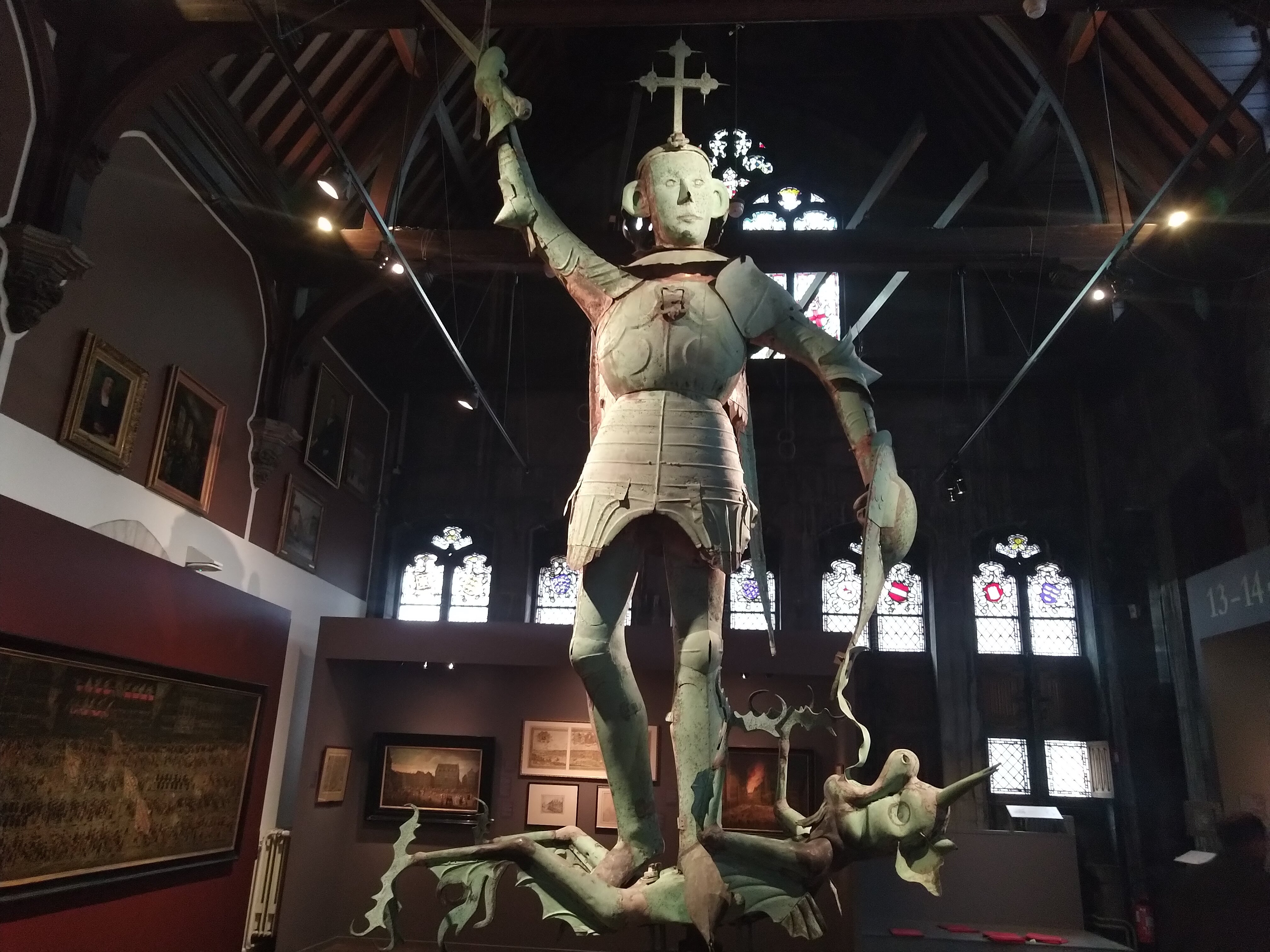
Оригинальная статуя архангела Михаила. Железо. Городской музей, Брюссель
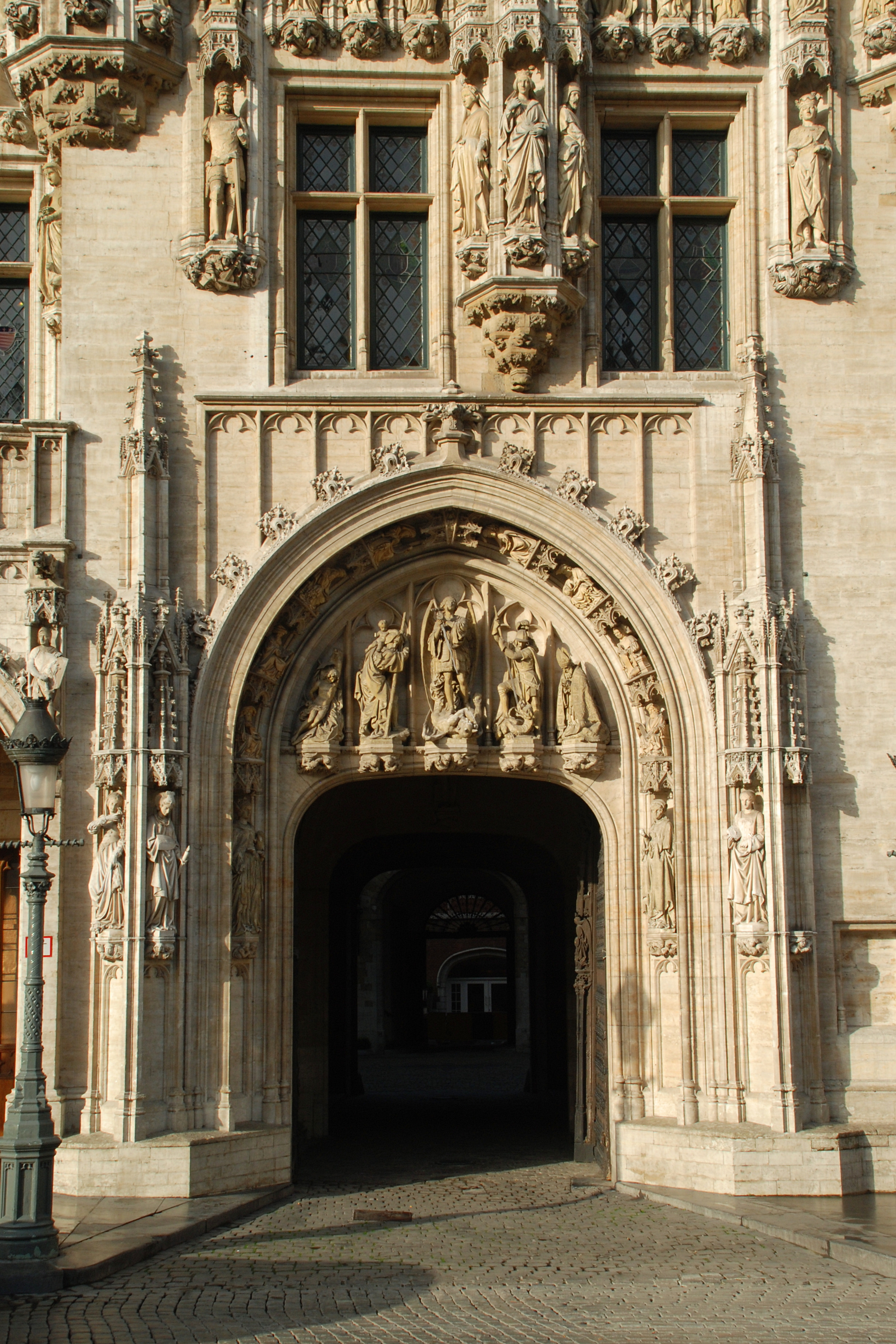
Портал
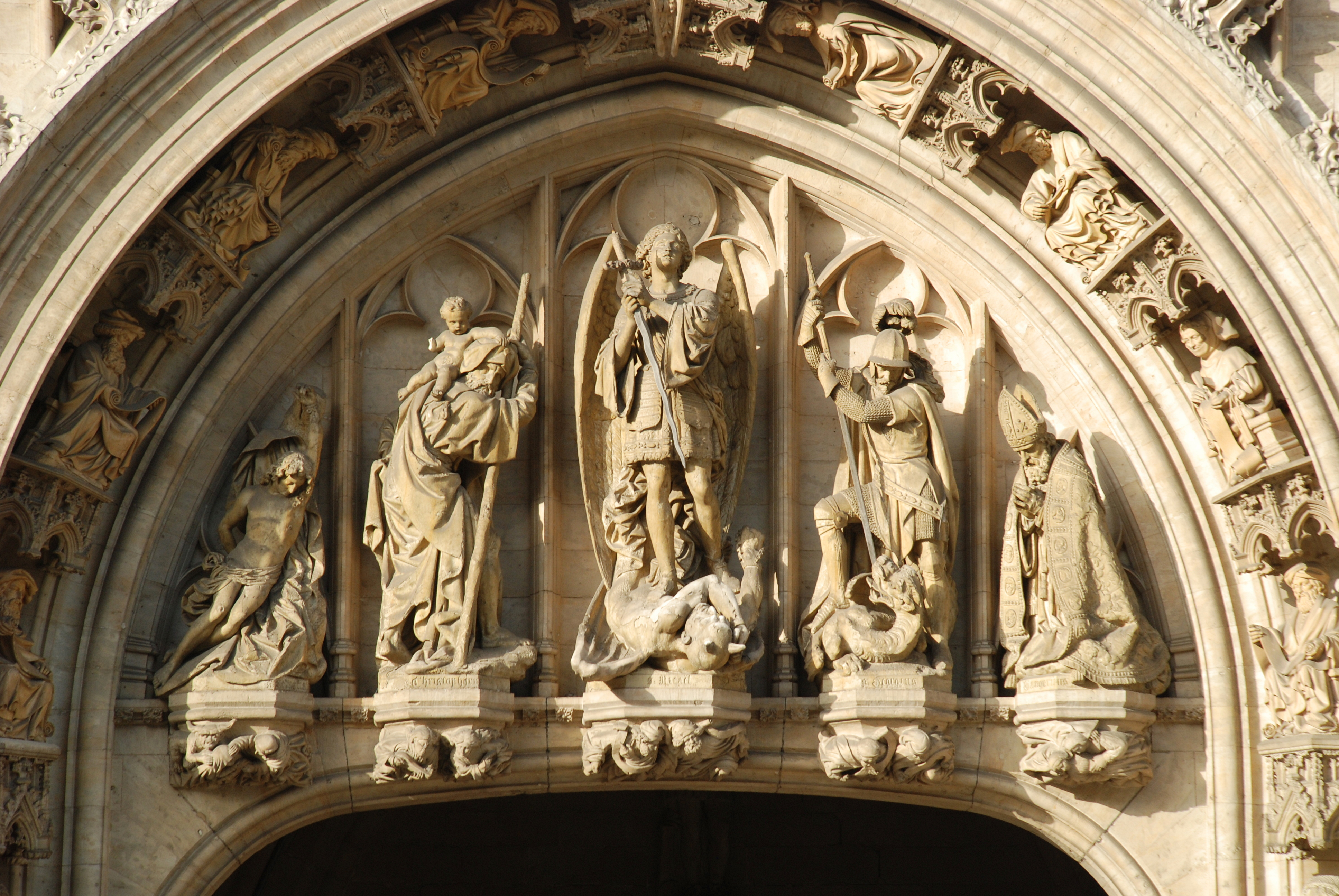
Тимпан портала
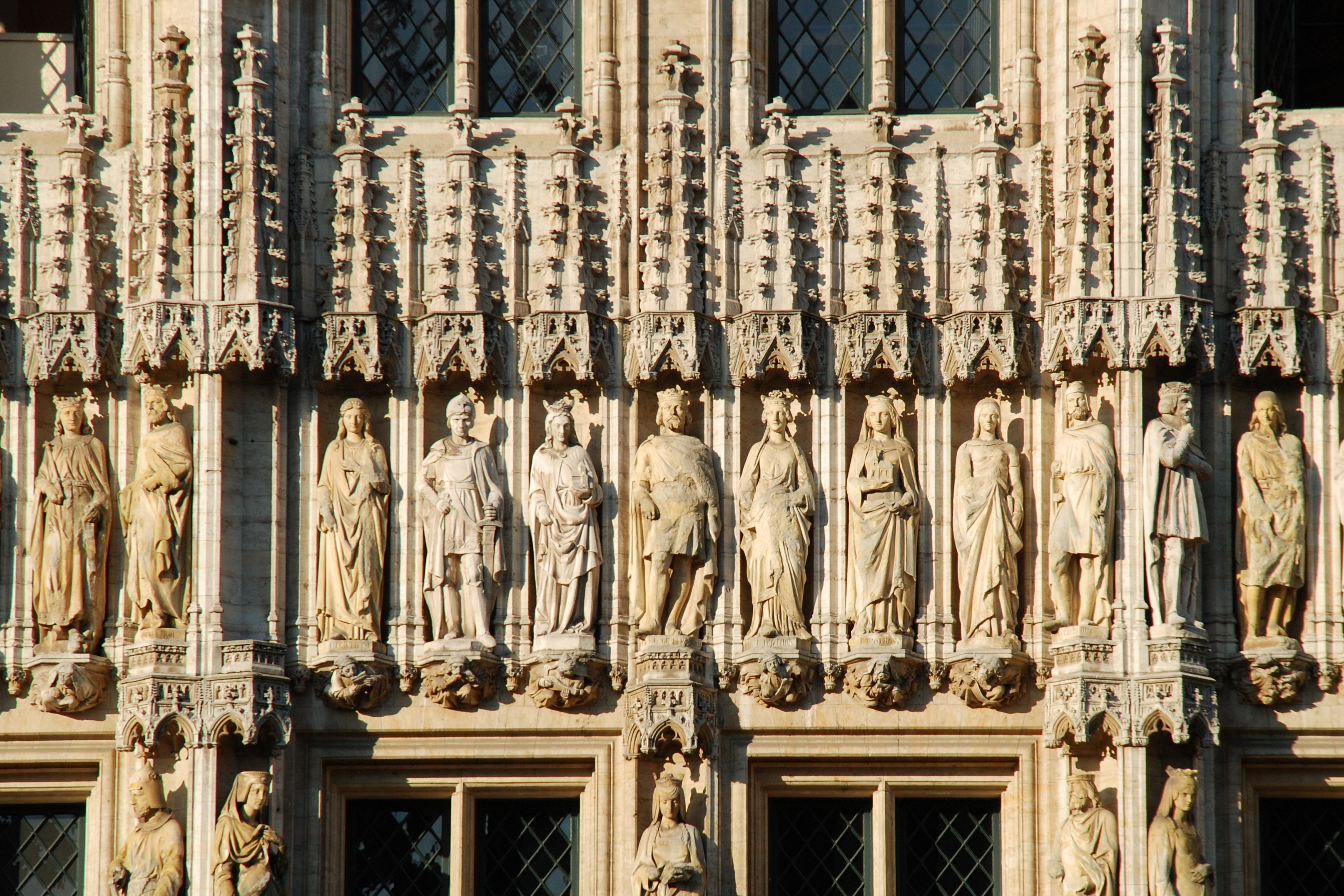
Скульптурная галерея герцогов и герцогинь Брабанта
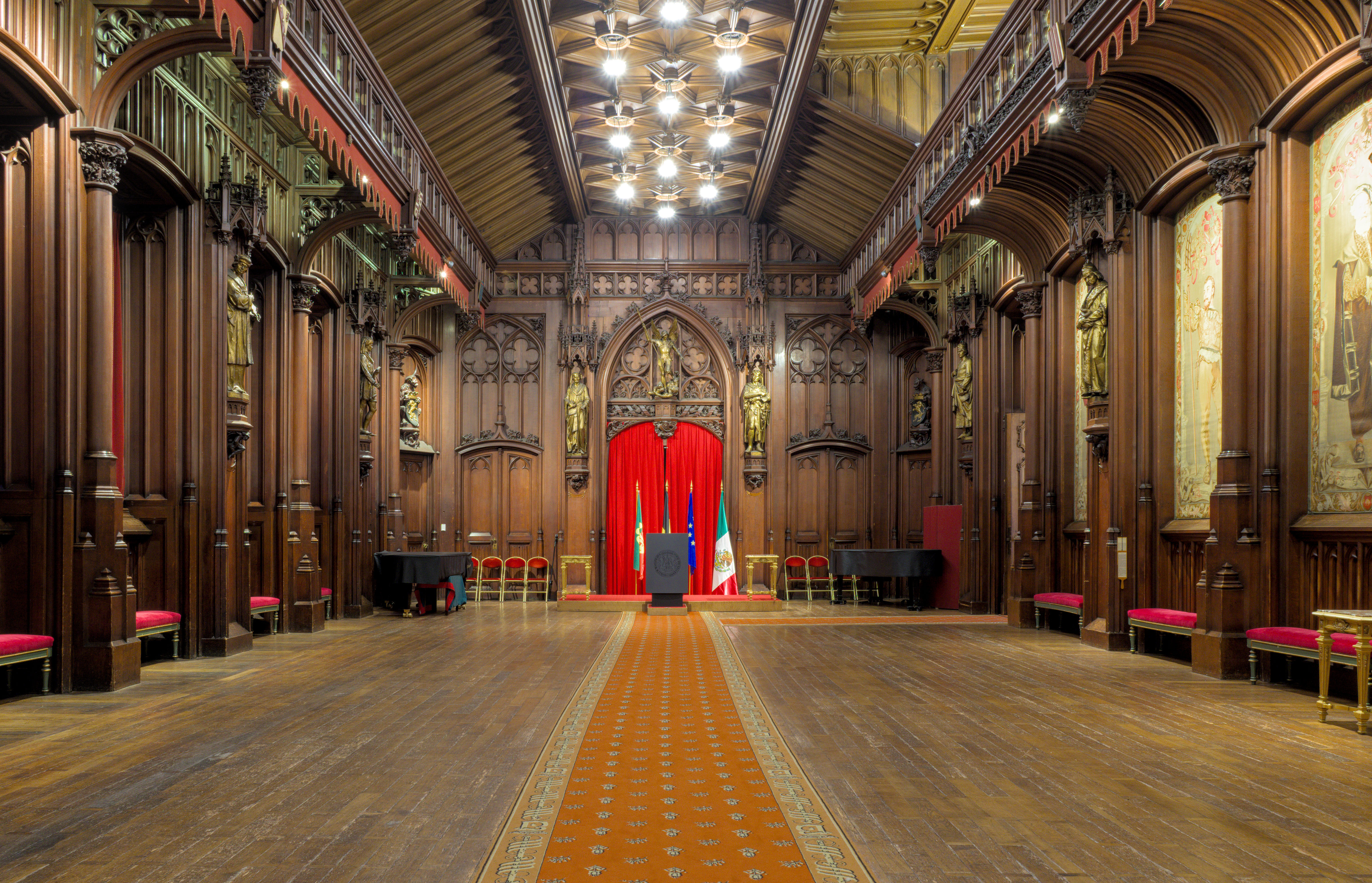
Готический зал